# أمر الكوماندوز
أمر الكوماندوز (بالألمانية: Kommandobefehl)‏ صدر عن القيادة العليا للفيرماخت، القيادة العليا للقوات المسلحة الألمانية، في 18 أكتوبر 1942 موضحًا أنه انتقاما من معارضيه "الذين يوظفون في سلوكهم للحرب، الطرق التي تتعارض مع اتفاقية جنيف الدولية"، بما في ذلك من "أسر" يأمر "بالظهور" بتوجيه تعليمات إليهم ليس فقط بربط السجناء، ولكن أيضًا بقتل الأسرى غير المسلحين الذين يعتقدون أنهم قد يثبتون عليهم أو يعرقلهم في تنفيذ أهدافهم بنجاح "، وذلك وقد أمرت قوات الكوماندوس بقتل السجناء،  يجب قتل جميع قوات الكوماندوز المتحالفة التي واجهت في أوروبا وإفريقيا على الفور دون محاكمة، حتى لو كانوا يرتدون الزي الرسمي المناسب أو إذا حاولوا الاستسلام. كان أي كوماندوز أو مجموعة صغيرة من الكوماندوز أو وحدة مماثلة، عملاء، ومخربين لا يرتدون الزي الرسمي، الذين سقطوا في أيدي القوات الألمانية بوسائل أخرى غير القتال المباشر (من خلال الشرطة في الأراضي المحتلة)، ليتم تسليمها على الفور إلى الشرطة الأمنية الألمانية.
أوضح الأمر، الذي صدر سراً، أن الإخفاق في تنفيذ توجيهاته من قبل أي قائد أو ضابط سيعتبر عملاً من الإهمال يعاقب عليه بموجب القانون العسكري الألماني. كان هذا في الواقع «أمر الكوماندوز» الثاني،  الأول الذي أصدره فيلد مارشال (ألمانيا) جيرد فون روندستيدت في 21 يوليو 1942، الذي ينص على أنه ينبغي تسليم المظليين إلى الجستابو. بعد وقت قصير من الحرب العالمية الثانية، في محاكمات نورمبرغ، وُجد أن أمر الكوماندوز يعد خرقًا مباشرًا لقوانين الحرب، وأُدين الضباط الألمان الذين نفذوا عمليات إعدام غير قانونية بموجب أمر الكوماندوس بارتكاب جرائم حرب وحُكم عليهم بالإعدام، أو في حالتين، تمديد الحبس.

## خلفية

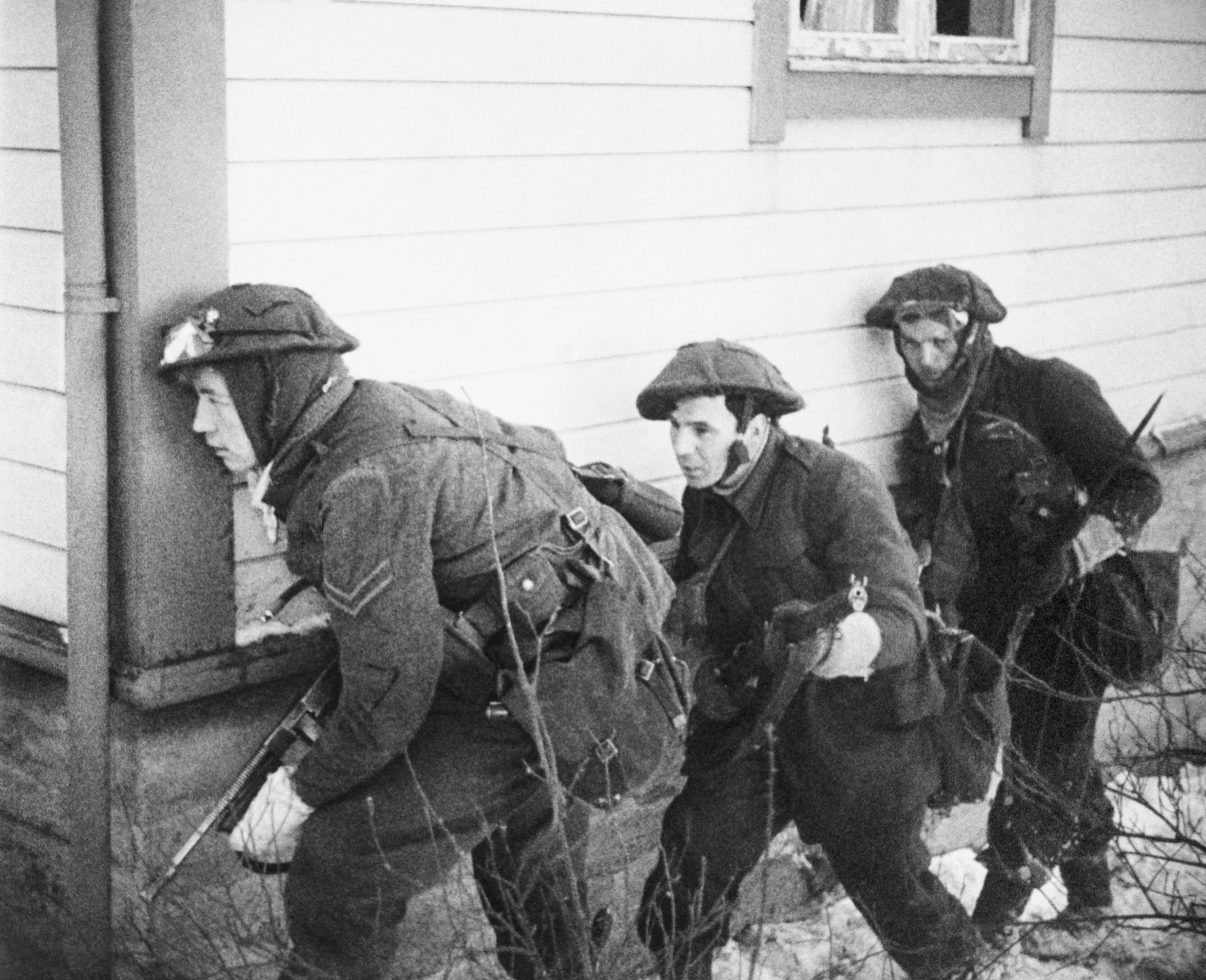
الكوماندوز خلال عملية الرماية

ذكر أمر الكوماندوز انتهاكات اتفاقيات جنيف من قبل قوات الكوماندوز المتحالفة وذكر هذه الانتهاكات كمبرر لتوجيهاته. يُعتقد على نطاق واسع أن الأحداث التي وقعت في دييب وفي غارة صغيرة على قناة تشانيل في جزيرة سارك من قِبل قوات الإغارة على نطاق صغير (مع بعض رجال الكوماندوز رقم 12) تسببت في غضب هتلر.

### غارة دياب
في 19 أغسطس 1942، خلال إنزال دياب، أخذ العميد الكندي نسخة من الأمر التشغيلي على الشاطئ ضد أوامر صريحة.   تم اكتشاف الأمر لاحقًا على الشاطئ بواسطة الألمان ووجد طريقه إلى هتلر. من بين عشرات الصفحات من الأوامر كان هناك تعليمات «لربط السجناء». كانت الأوامر للقوات الكندية المشاركة في الغارة، وليس للقوات الخاصة. عثر على جثث السجناء الألمان الذين أطلق عليهم الرصاص مقيدي الايادي من قبل القوات الألمانية بعد المعركة.

### غارة سارك
في ليلة 3-4 أكتوبر 1942، قام عشرة رجال من قوة الإغارة البريطانية وقوات الكوماندوز رقم 12 (المرفقة) بغارة هجومية على جزيرة سارك المحتلة، التي تسمى عملية البازلت، للإستطلاع، وسحب بعض السجناء. :26
خلال الغارة، تم أسر خمسة سجناء وربطت قوات الكوماندوز أيدي السجناء. ووفقًا لما ذكره الموظفون البريطانيون، فقد بدأ أحد السجناء في الصراخ لتنبيه أولئك الموجودين في فندق وقتل بالرصاص. :28 تم إسكات السجناء الأربعة الباقين عن طريق حشو أفواههم، حسب أندرس لاسن، بالعشب. لا يعرف ما إذا كان البعض قد حرروا أيديهم أثناء الهرب أم لا، ولم يُعرف ما إذا كان الثلاثة قد فرو في نفس الوقت. تم نقل الرابع بأمان إلى إنجلترا.

روايات عسكرية ألمانية صادرة رسميًا عن الوقت الذي تؤكد فيه بشكل قاطع أن الجنود الألمان القتلى وُجدوا بأيديهم مقيدة، وأن المنشورات العسكرية الألمانية في وقت لاحق تشير إلى العديد من تعليمات الكوماندوز التي تم الاستيلاء عليها والتي تأمر بربط أيدي الأسرى خلفهم واستخدام أداة خاصة. طريقة مؤلمة للتجول حول الإبهام لتمكين التحكم الفعال والقهري بيد واحدة للأسير.  

### الاستجابة الألمانية والتصعيد

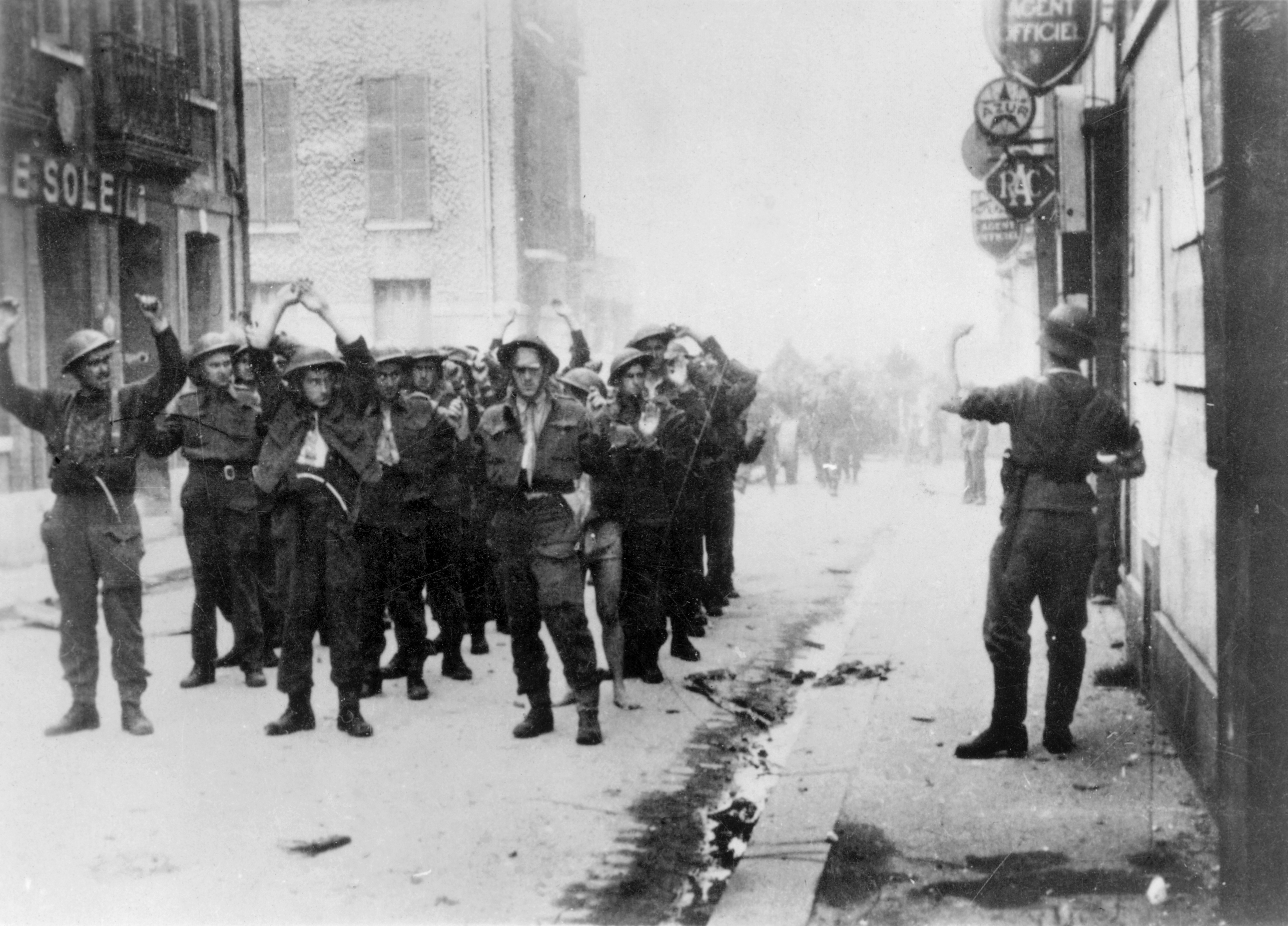
السجناء الكنديين يتم قيادتهم عبر دياب بعد الغارة

بعد أيام قليلة من غارة سارك، أصدر الألمان بيانًا يشير إلى أن سجينًا واحدًا على الأقل هرب وأن اثنين أُصيبوا بالرصاص أثناء مقاومتهم، بعد أن قيدوا أيديهم. وزعموا أيضًا أن ممارسة «ربط الأيدي» استخدمت في دياب. ثم في 9 أكتوبر، أعلنت برلين أن 1,376 سجينًا من الحلفاء (معظمهم كنديون من دياب) سيتم تقييدهم من الآن فصاعداً. ورد الكنديون بسجل مماثل للسجناء الألمان في كندا.
استمر التكبيل إلى أن توصل السويسريون إلى اتفاق مع الكنديين على الكف في 12 ديسمبر ومع الألمان بعد ذلك بوقت قصير بعد ان تلقوا المزيد من التأكيدات من البريطانيين. ومع ذلك، قبل أن ينهي الكنديون هذه السياسة، حدثت انتفاضة لأسرى الحرب الألمان في معسكر بومانفيل لأسرى الحرب.

في 7 أكتوبر، كتب هتلر شخصيًا مذكرة في بيان الفيرماخت اليومي: 

## ما بعد

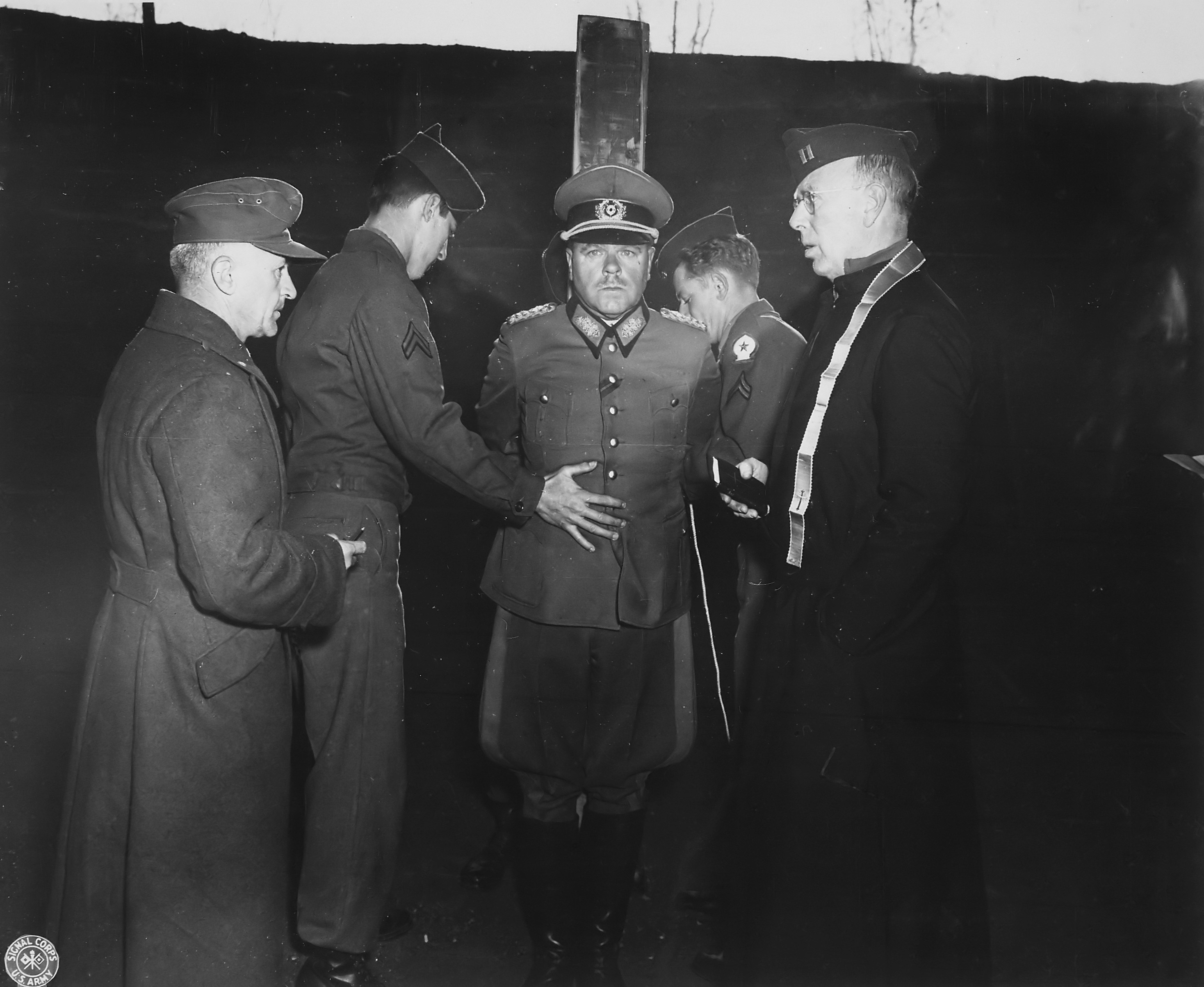
أُعدم الجنرال أنتون دوستلر لأنه نقل أوامر رؤسائه في جيني الثاني في إيطاليا

أدين الضباط الألمان الذين نفذوا عمليات الإعدام بموجب أمر الكوماندوز بارتكاب جرائم حرب في محاكم ما بعد الحرب، بما في ذلك في محاكمات نورمبرغ.
- حكم على الجنرال أنتون دوستلر، الذي أمر بإعدام 15 جنديًا أمريكيًا في عملية جيني الثانية في إيطاليا، بالإعدام وأُعدم في 1 ديسمبر 1945. تم رفض دفاعه عن أنه قام بنقل الأوامر العليا فقط في المحاكمة.
- كان أمر الكوماندوز أحد المواصفات في التهمة الموجهة إلى الجنرال أوبرد جودل، الذي أدين وشُنق في 16 أكتوبر 1946.
- وبالمثل، كان تأييد المشير فيلهلم كيتل لأوامر الكوماندوز والكوميسار أحد العوامل الرئيسية في إدانته بارتكاب جرائم حرب؛ للسبب نفسه، تم رفض طلبه بإعدام عسكري (بإطلاق النار من فرقة إطلاق النار)، وتم شنقه بدلاً من ذلك، مثل Jodl 16 أكتوبر 1946.
- كان ضابطًا آخر مكلفًا بتنفيذ أمر الكوماندوز في نورمبرج هو قائد البحرية إريك ريدر. تحت الاستجواب، اعترف ريدر بتمرير أمر الكوماندوز إلى كريغسمارينه وبتنفيذ أمر الكوماندوز من خلال إصدار أمر الإعدام بإجراءات موجزة لمشاة البحرية الملكية البريطانية المحتجزين بعد غارة عملية فرانكتون في بوردو في ديسمبر 1942.[10] شهد رايدر في دفاعه عن اعتقاده أن أمر الكوماندوز كان أمرًا «مبررًا»، وأن إعدام المارينز الملكيين لم يكن جريمة حرب في رأيه. لم تشارك المحكمة العسكرية الدولية رأي ريدر في أمر الكوماندوز، وأدانته بارتكاب جرائم حرب لأمره بالإعدام، وحكمت عليه بالسجن مدى الحياة؛ أطلق سراحه في عام 1955 وتوفي في عام 1960.
- عقدت محاكمة أخرى لجرائم الحرب في براونشفايغ بألمانيا ضد العقيد نيكولاس فون فالكنهورست، القائد الأعلى للقوات الألمانية في النرويج 1940-1944. عقدت هذه الأخيرة مسؤولة، من بين أمور أخرى، على سبيل الاحتجاج بالدفع المغوار ضد الناجين من غير ناجحة للقوات الخاصة البريطانية غارة ضد Vemork الماء الثقيل المصنع في ريوكان والنرويج في عام 1942 (عملية طالبة). حُكم عليه بالإعدام في عام 1946؛ تم تخفيف الحكم فيما بعد إلى السجن لمدة 20 عامًا، ثم أطلق سراحه عام 1953 لأسباب صحية. توفي في عام 1968.[11]